# Lumbrineris caledonica
Lumbrineris caledonica är en ringmaskart som beskrevs av Georges Florentin Pruvot 1930. Lumbrineris caledonica ingår i släktet Lumbrineris och familjen Lumbrineridae. Inga underarter finns listade i Catalogue of Life.